# Киданецька сільська рада
Кидане́цька сільська́ ра́да — адміністративно-територіальна одиниця та орган місцевого самоврядування у Збаразькому районі Тернопільської області. Адміністративний центр — село Киданці.

## Загальні відомості
Киданецька сільська рада утворена в 1940 році.
- Територія ради: 19,16 км²
- Населення ради: 888 осіб (станом на 2001 рік)

## Населені пункти
Сільській раді були підпорядковані населені пункти:
- с. Киданці

## Склад ради
Рада складалася з 12 депутатів та голови.
- Голова ради: Гіжовська Надія Миколаївна
- Секретар ради: Матвійчук Ярослава Романівна

### Керівний склад попередніх скликань
| Прізвище, ім'я, по батькові | Основні відомості                                                                                            | Дата обрання | Дата звільнення |
| --------------------------- | --- | ------------ | --------------- |
| Гіжовська Надія Миколаївна  | Сільський голова, 1967 року народження, освіта середня спеціальна, член Народно-демократичної партії України | 26.03.2006   | 31.10.2010      |
| Гіжовська Надія Миколаївна  | Сільський голова, 1967 року народження, освіта середня спеціальна, позапартійна                              | 31.10.2010   |                 |

Примітка: таблиця складена за даними сайту Верховної Ради України

### Депутати
За результатами місцевих виборів 2010 року депутатами ради стали:

#### За суб'єктами висування
| Суб'єкт висування | Кількість обраних депутатів | %   |
| ----------------- | --------------------------- | --- |
| Самовисування     | 12                          | 100 |

#### За округами
| № округу | Прізвище, ім'я, по батькові   | Дата визнання обраним | Освіта  | Партійна приналежність | Відомості про обраного депутата        |
| -------- | ----------------------------- | --------------------- | ------- | ---------------------- | -------------------------------------- |
| 1        | Матвійчук Роман Михайлович    | 02.11.2010            | середня | позапартійний          | Киданецька с.р., шофер                 |
| 2        | Василів Оксана Павлівна       | 02.11.2010            | середня | позапартійна           | пенсіонер                              |
| 3        | Яциковська Світлана Іванівна  | 02.11.2010            | середня | позапартійна           | загальноосвітня школа, повар           |
| 4        | Фазан Ігор Зіновійович        | 02.11.2010            | середня | позапартійний          | пенсіонер                              |
| 5        | Гокче Лариса Володимирівна    | 02.11.2010            | вища    | позапартійна           | Киданецька с.р., бухгалтер             |
| 6        | Гіжовський Юрій Павлович      | 02.11.2010            | середня | позапартійний          | Киданецька с.р., завклуб               |
| 7        | Ратушняк Володимир Андрійович | 02.11.2010            | середня | позапартійний          | «Збаражгаз», контролер                 |
| 8        | Кушнір Ольга Євгенівна        | 02.11.2010            | середня | позапартійна           | Киданецька с.р., соціальний працівник  |
| 9        | Матвійчук Ярослава Іванівна   | 02.11.2010            | вища    | позапартійна           | Киданецька с.р., секретар              |
| 10       | Ратушняк Надія Ярославівна    | 02.11.2010            | вища    | позапартійна           | Пошта, заввідділу                      |
| 11       | Білан Михайло Богданович      | 02.11.2010            | середня | позапартійний          | Збаразьке ВДСО, охоронець              |
| 12       | Матвійчук Марія Романівна     | 02.11.2010            | вища    | позапартійна           | фельдшерсько-акушерський пункт, акушер |